# Tanaidáceos
Tanaidáceos (Tanaidacea) é uma ordem de pequenos crustáceos pertencentes à classe Malacostraca que engloba cerca de 940 espécies.

## Características
Os membros da ordem Tanaidacea são pequenos crustáceos, semelhantes a camarões, com dimensões que variam entre 0,5 a 120 mm de comprimento na fase adulta, com a maioria das espécies tendo de 2 a 5 milímetros.

### Morfologia
As carapaças destes animais cobrem os primeiros dois segmentos do tórax, formando um cefalotórax com um par de antênulas e antenas. Apresentam três pares de apêndices no tórax (um par de pequenos maxilípedes, um par de grandes gnatópodes com garras e um par de pereiópodes adaptados para escavar no lodo).

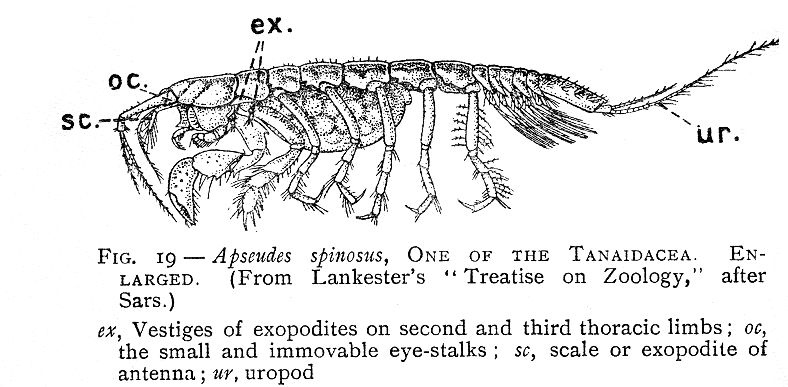
Apseudes spinosus

De forma incomum entre os crustáceos, os tanaidáceos apresentam os restantes seis segmentos torácicos desprovidos de membros, mas cada um dos cinco primeiros segmentos abdominais normalmente apresenta pleópodes. O segmento final é fundida com o télson e apresenta um par de urópodes.
As brânquias ficam na superfície interna da carapaça. O movimento dos membros torácicos é utilizado para empurrar a água para a boca, filtrando as pequenas partículas de comida com as peças bucais ou maxilípedes. A forma mais comum de alimentação desse grupo é a alimentação por filtração, podendo também ocorrer a caça ativa das suas presas, seja como sua única fonte de alimento ou em combinação com a detritivoria.
Os membros da ordem Tanaidacea passam por um verdadeiro estágio planctónico. O período inicial de desenvolvimento é passado no interior do marsupium da mãe. Subsequentemente, o estágio pós larval, denominado mancas, emerge como forma epibêntica. Algumas espécies são hermafroditas.

## Habitat

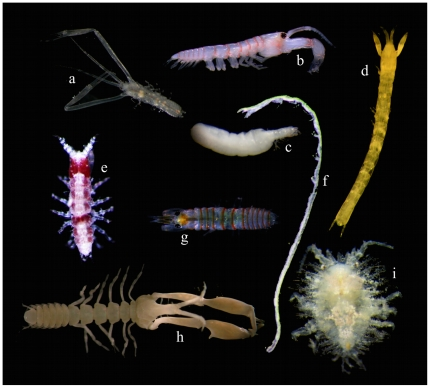
Diversidade morfológica entre tanaidáceos

Os tanaidáceos são organismos demersais que habitam principalmente a camada superficial dos sedimentos, seja em tocas, com a construção de tubos, ou intersticialmente. A maior parte das espécies que integram este agrupamento taxonômico são marinhas, mas algumas são encontradas em habitats de água doce e em estuários. A maioria das espécies habita nos fundos de massas de água pouco profundas, mas algumas vivem nas regiões profundas dos oceanos, incluindo as regiões abissais com profundidades superiores a 9000 m. Em alguns fundos do oceano profundo, as espécies da ordem Tanaidacea representam a fauna mais abundante e diversa ali presente.

## Taxonomia
A taxonomia divide os Tanaidacea em quatro subordens: Anthracocaridomorpha, Apseudomorpha, Neotanaidomorpha e Tanaidomorpha. Tais se dividem nas seguintes sub-ordens, super-famílias e famílias:
Anthracocaridomorpha † Sieg, 1980
- Anthracocarididae † Schram, 1979
- Niveotanaidae † Polz, 2005

Apseudomorpha Sieg, 1980
- Apseudoidea Leach, 1814
  - Apseudellidae Gutu, 1972
  - Apseudidae Leach, 1814
  - Gigantapseudidae Kudinova-Pasternak, 1978
  - Kalliapseudidae Lang, 1956
  - Metapseudidae Lang, 1970
  - Numbakullidae Gutu & Heard, 2002
  - Pagurapseudidae Lang, 1970
  - Pagurapseudopsididae Gutu, 2002
  - Parapseudidae Gutu, 1981
  - Sphaeromapseudidae Larsen, 2011
  - Sphyrapidae Gutu, 1980
  - Tanzanapseudidae Bačescu, 1975
  - Whiteleggiidae Gutu, 1972
- Cretitanaoidea Schram, Sieg, Malzahn, 1983
  - Cretitanaidae Schram, Sieg, Malzahn, 1983
- Jurapseudoidea Schram, Sieg & Malzahn, 1986
  - Jurapseudidae Schram, Sieg & Malzahn, 1986

Neotanaidomorpha Sieg, 1980
- Neotanaidae Lang, 1956

Tanaidomorpha Sieg, 1980
- Tanaoidea Dana, 1849
  - Tanaidae Dana, 1849
- Paratanaoidea Lang, 1949
  - Agathotanaidae Lang, 1971
  - Anarthruridae Lang, 1971
  - Colletteidae Larsen & Wilson, 2002
  - Cryptocopidae (McLelland, 2008 MS) Bird & Larsen, 2009
  - Leptochelidae Lang, 1973
  - Leptognathiidae Lang, 1976
  - Nototanaidae Sieg, 1976
  - Mirandotanaidae Blazewicz-Paszkowycz & Bamber, 2009
  - Paratanaidae Lang, 1949
  - Pseudotanaidae Sieg, 1976
  - Pseudozeuxidae Sieg, 1982
  - Tanaellidae Larsen & Wilson, 2002
  - Tanaissuidae Bird & Larsen, 2009
  - Teleotanaidae Bamber, 2008
  - Typhlotanaidae Sieg, 1986
- Tanaidomorpha incertae sedis
  - Alavatanaidae Vonk & Schram, 2007